# Familia Rhédey

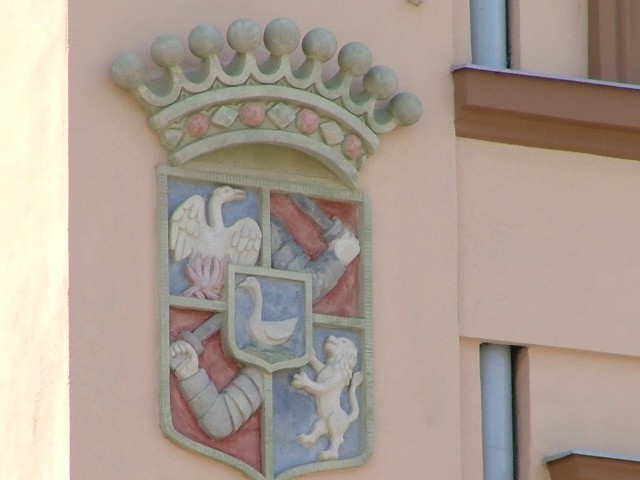
Blazonul familiei de pe faţada Palatului Rhédey din Cluj

Familia Rhédey este o veche familie nobiliară din Transilvania. Membrii familiei poartă titlul ereditar de nobili și conți de Kisréde. 
Primul membru cunoscut al familiei a fost  Mikó care purta numele de familie  Réde, în anul 1303. În anul 1466, Regele Matia Corvin al Ungariei acordă familiei diploma de înobilare, iar în anul  1659 familia primește titlul ereditar conte.

### Din această familie au făcut parte:
- Contele Francisc Rhédey de Kisrhéde, a fost comite al Maramureșului,  principe al Transilvaniei între 1657-1658.[2]
- Contesa Claudine Rhédey de Kisrhéde, soția ducelui Alexandru de Württemberg. Fiul său, Francisc, a fost tatăl reginei Maria a Marii Britanii, consoarta regelui George al V-lea al Marii Britanii și bunica reginei Elisabeta a II-a a Regatului Unit.[3]

## Vezi și
- Palatul Rhédey din Cluj
- Conacul Rhédey de la Dăbâca